# Џеј Дејвидсон
Џеј Дејвидсон (енгл. Jaye Davidson, рођен Алфред Амеј (енгл. Alfred Amey; Риверсајд, 21. марта 1968) јесте бивши британски глумац, најпознатији по улози трансродног певача Дил у The Crying Game, за који је номинован за Оскара. Истакао се и улогом злог ванземаљца Ра у филму Звездана капија. Дејвидсон је напустио глуму како би се посветио моди.

## Филмографија
| Година | Филм                  | Улога               | Напомене                                                |
| ------ | --------------------- | ------------------- | ------------------------------------------------------- |
| 1992   | The Crying Game       | Дил                 | Номинација — Оскар за најбољег глумца у споредној улози |
| 1994   | Jiggery Pokery        | Себе                | (Телевизијски филм)                                     |
| 1994   | Звездана капија       | Ра                  |                                                         |
| 1996   | Catwalk               | Себе                | (Документарни филм)                                     |
| 1999   | Cousin Joey           |                     |                                                         |
| 2009   | The Borghilde Project | Нацистички фотограф |                                                         |